# Magyar Olaj- és Gázipari Múzeum
A Magyar Olaj- és Gázipari Múzeum országos gyűjtőkörű múzeum Zalaegerszeg olai városrészében. Az 1969-ben alapított múzeum az ország legnagyobb szabadtéri műszaki múzeuma. Működtetője a Magyar Olajipari Múzeum Alapítvány, melyet 1991-ben hozott létre az Országos Kőolaj- és Gázipari Tröszt (OKGT), a Budapest Bank Rt. és a Magyar Szénhidrogénipari Kutató-Fejlesztő Intézet. 
Gyűjtési körébe tartozik a magyar szénhidrogének (kőolaj, földgáz) bányászatával és feldolgozásával kapcsolatos emlékek gyűjtése. 1993-ban a múzeum vette át a Zsigmondy Vilmos gyűjteményt, azóta feladatai közé tartozik a vízbányászat történetének kutatása is.  
A múzeum értékes archívummal és könyvtárral rendelkezik, 1974. óta minden évben évkönyvet jelentet meg, melyek egy-egy témát dolgoznak fel. 
A múzeum vezetője 2022 májusától Eichinger Attila Pál.

## Kiállítóhelyei
Zalaegerszeg
A múzeum fő kiállítóhelye a Göcseji Falumúzeum melletti mintegy 30 000 m²-es területen működik, bejárata közös a skanzenével és a Finnugor Falumúzeuméval. A múzeum leglátványosabb része a szabadtéri kiállítás, ahol a szénhidrogén bányászat, feldolgozás és szállítás eszközei láthatóak: többek között fúrótornyok, mélyszivattyúk himbái, híressé vált gázkitörések után megmentett sérült armatúrák, a mélyfúráshoz használt fúrófejek.
Állandó kiállításain a szénhidrogén bányászat és feldolgozás technológiájával, történetével ismertet meg. A szabadtéri kiállítás reprezentatív része a szoborpark, ahol az iparág magyar nagyjainak mellszobrai tekinthetők meg. Papp Simon geológus állandó kiállítása és a gyűjtemények a múzeum székházában találhatók.  

### Bázakerettye
Bázakerettyén, a Budafapusztai Arborétum közelében lévő BT–2 jelű mérőállomás korábbi kezelőépületében található a Szénhidrogén-bányászat története Zalában című kiállítás, valamint a Buda Ernő bányamérnök munkásságát bemutató emlékszoba. Előzetes bejelentkezés alapján egész évben, a keddenként 10.00-kor induló, Olajtörténeti séta Bázakerettyén a magyar olajipar bölcsőjében című program keretében csoportosan látogatható.

### Vecsés
Az FGSZ Földgázszállító Zrt. vecsési üzeme ad helyet A kőolaj- és földgázszállítás műszaki emlékei című kiállításnak, amely a magyarországi csővezetékes szénhidrogén-szállítás  berendezéseit mutatja be. A kiállítás csak előzetes bejelentkezés alapján, csoportok számára látogatható.

## Vezetői
- Tóth Ferenc – 1971–1985[2]
- Tóth János – 1985–2020[3]
- Péter Károly – 2020–2022
- Eichinger Attila Pál – 2022-től

## Galéria

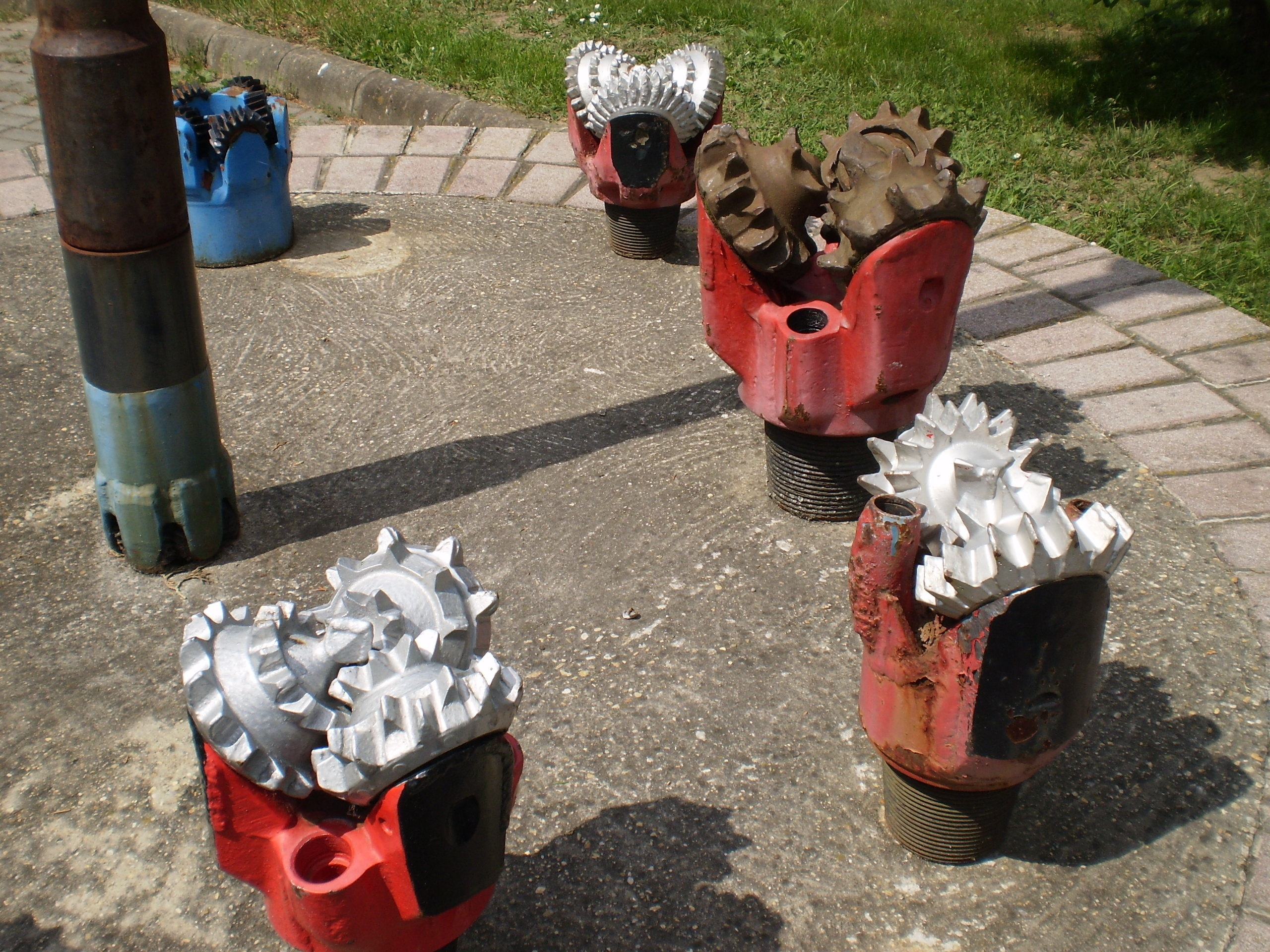
Rotary fúrófejek
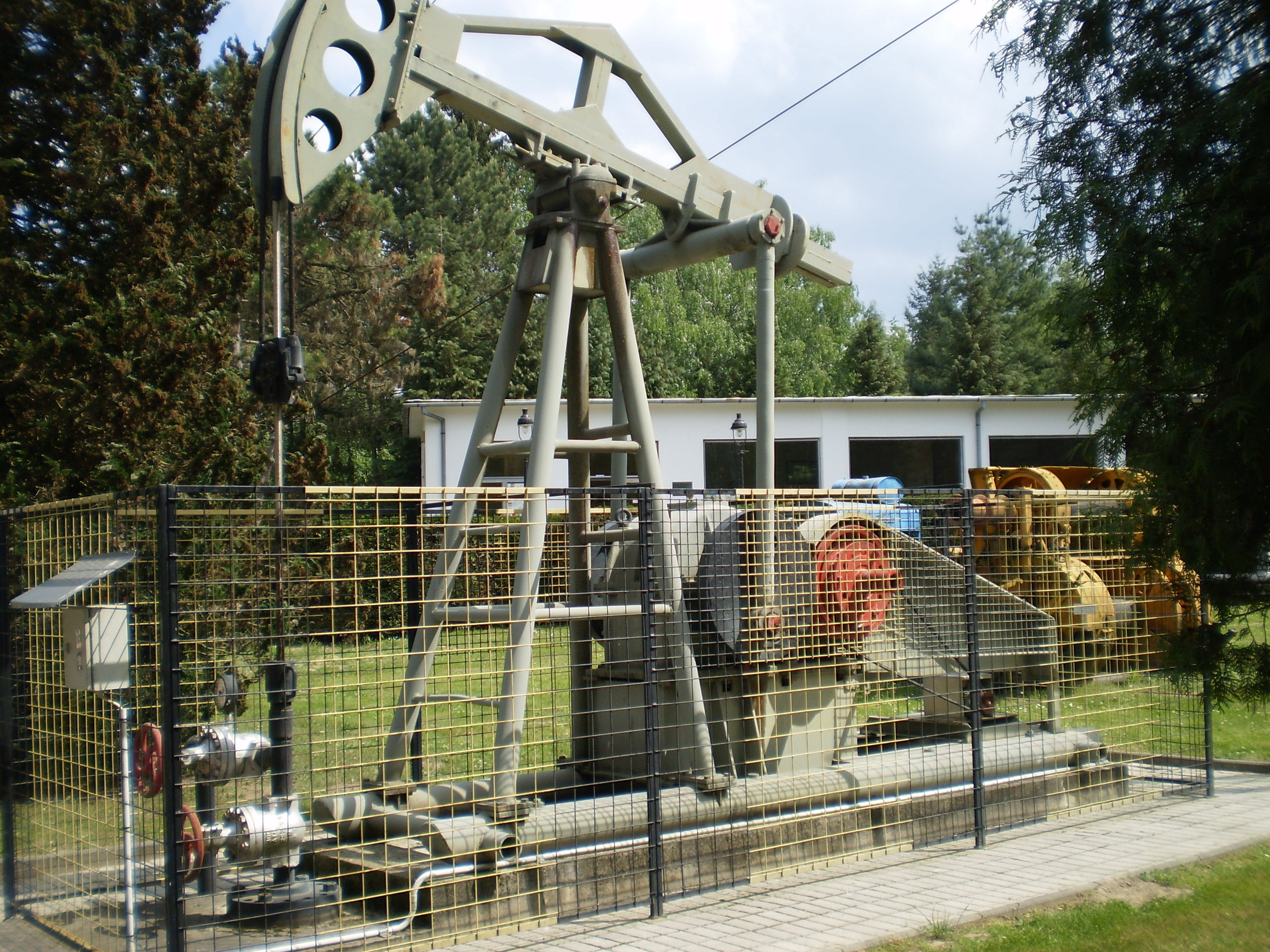
Mélyszivattyú himba
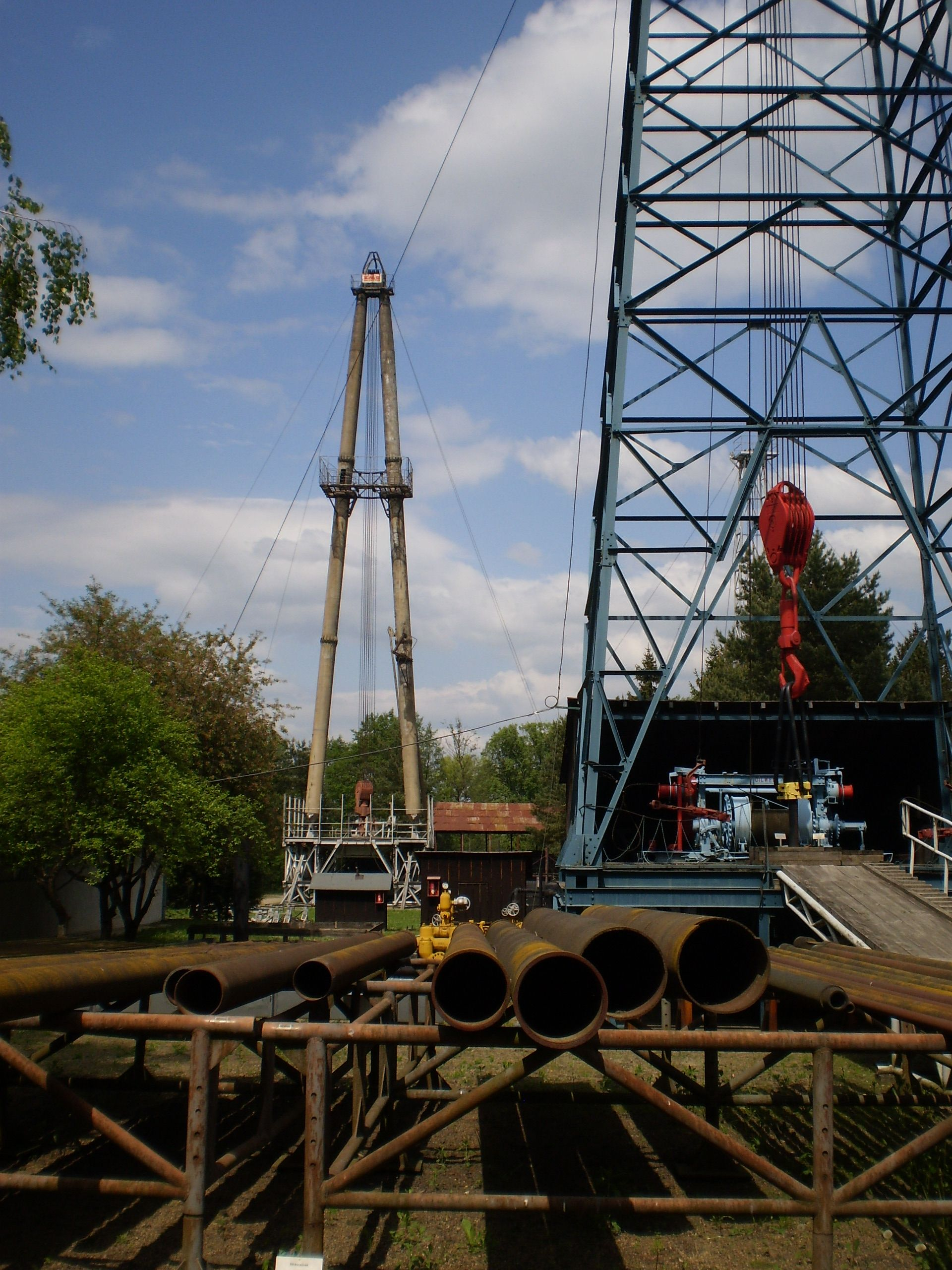
Fúrotornyok és árbócok
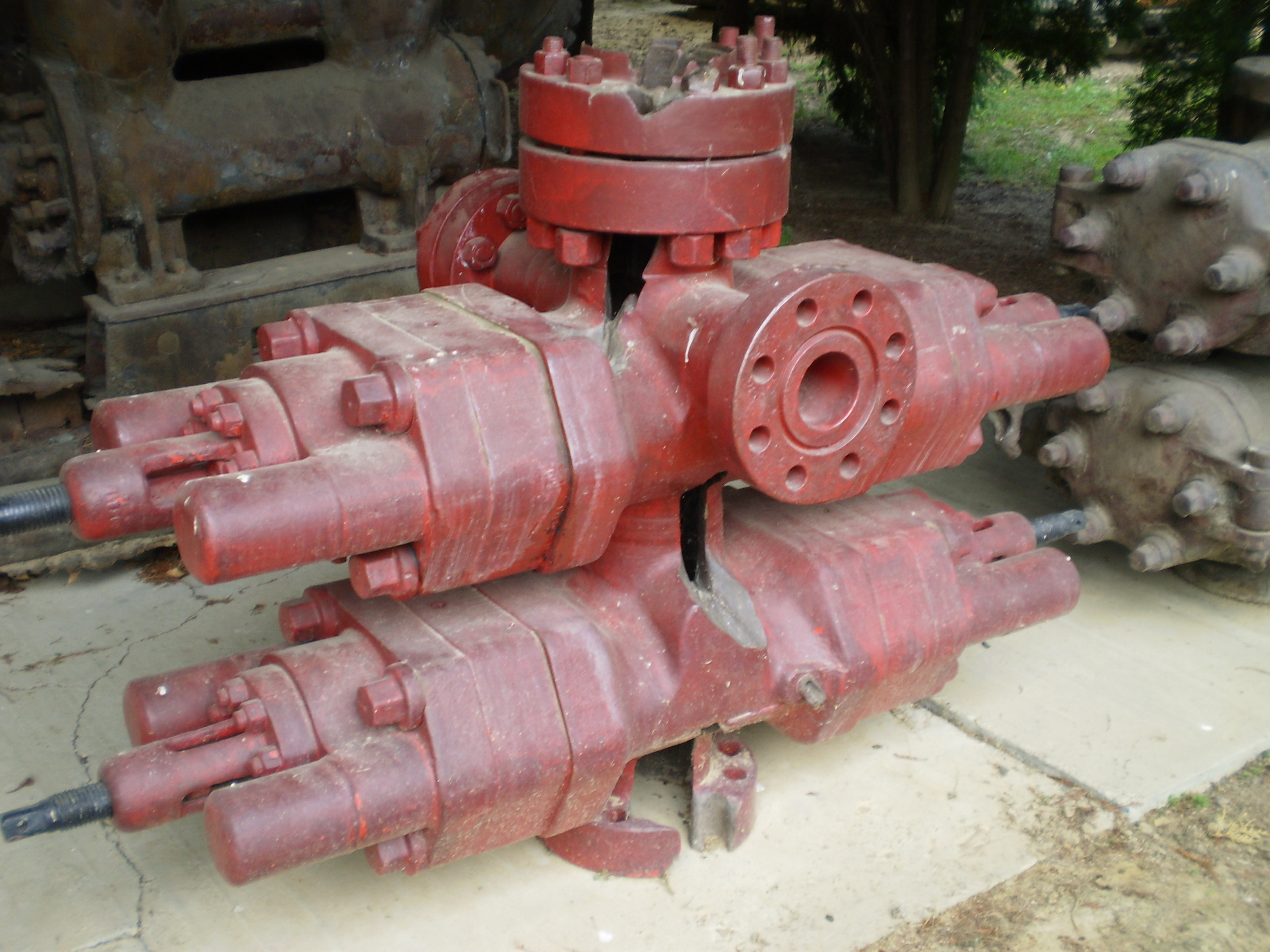
Sérült armatúra
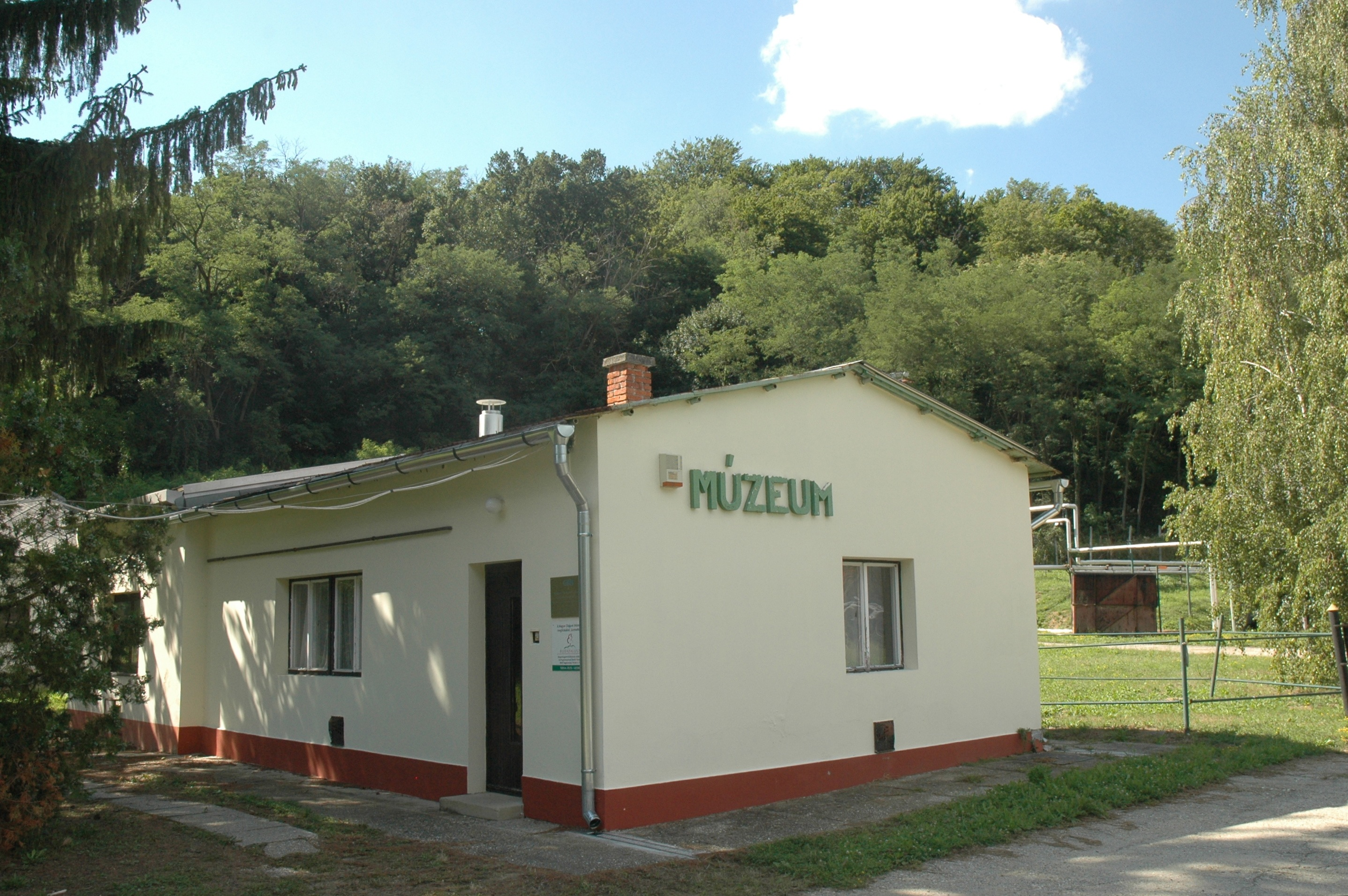
A bázakerettyei kiállítóhely
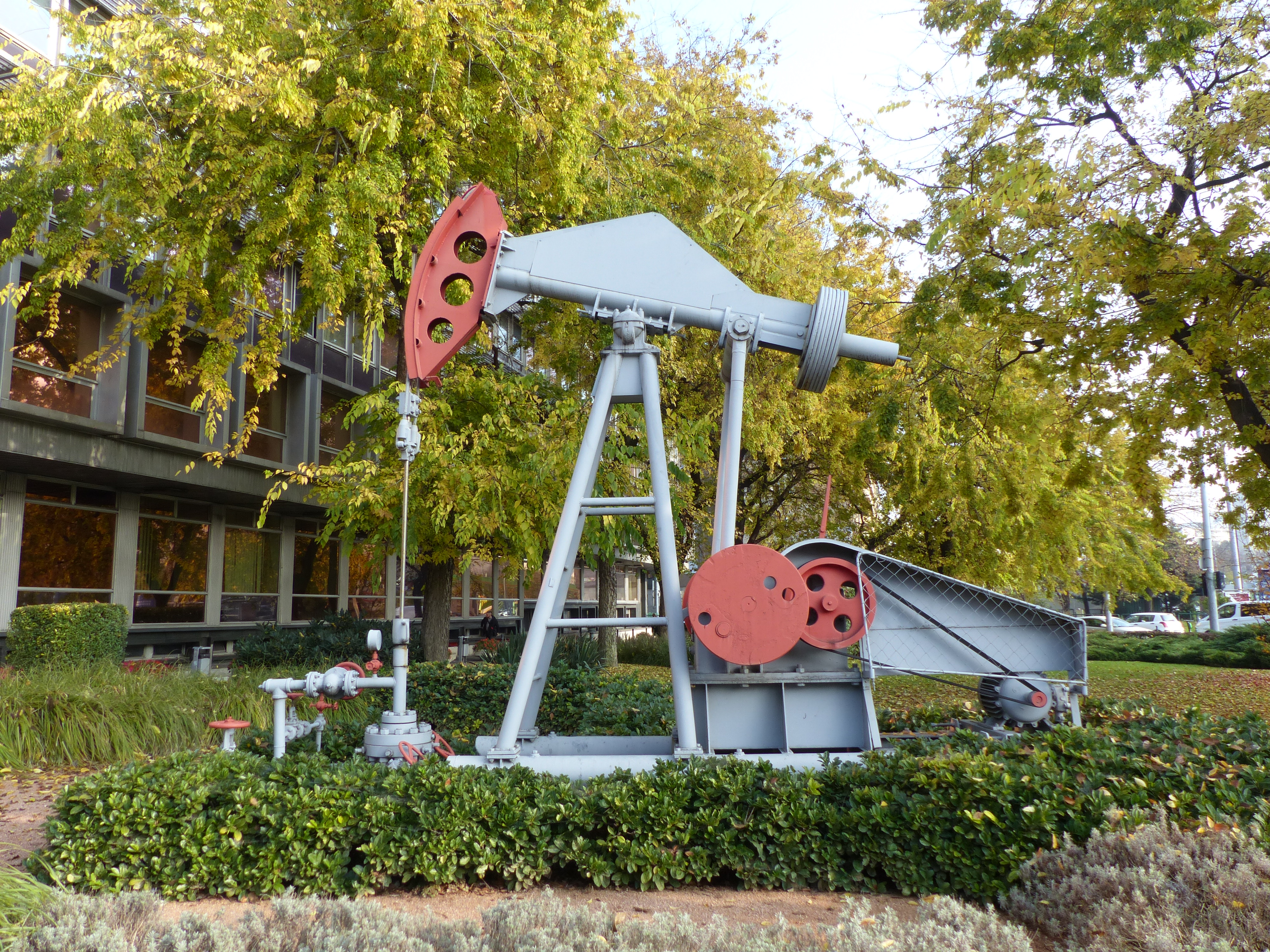
Olajkút